# 玉龍雪山駅
玉龍雪山駅（ぎょくりょうせつざんえき）は、中華人民共和国 雲南省麗江市玉竜ナシ族自治県に位置する麗江軌道交通麗江雪山観光鉄道(1号線)の駅である。

## 歴史
- 2025年2月12日に 雪山観光線の駅として開業[3]。

## 隣の駅
麗江軌道交通
■  雪山観光線(1号線)
東巴谷駅 - 玉龍雪山駅 - ■